# Барон Нейтан
Барон Нейтан из Черта в графстве Суррей — наследственный титул в системе Пэрства Соединённого королевства. Он был создан 28 июня 1940 года для британского юриста и политика Гарри Нейтана (1889—1963). Он заседал в Палате общин Великобритании от Северо-Восточного Бетнал Грина (1929—1935) и Центрального Уондсуэрта (1937—1940), занимал должности заместителя военного министра (1945—1946) и министра гражданской авиации (1946—1948). 
По состоянию на 2024 год носителем титула являлся его внук, Руперт Гарри Бернард Нейтан, 3-й барон Нейтан (род. 1957), который стал преемником своего отца в 2007 году.

## Бароны Нейтан (1940)
- 1940—1963: Гарри Луис Нейтан, 1-й барон Нейтан[англ.] (2 февраля 1889 — 23 октября 1963), сын Майкла Генри Нейтана[1];
- 1963—2007: Роджер Кэрол Майкл Нейтан, 2-й барон Нейтан[англ.] (5 декабря 1922 — 19 июля 2007), единственный сын предыдущего[2];
- 2007 — настоящее время: Руперт Гарри Бернард Нейтан, 3-й барон Нейтан (род. 26 мая 1957), единственный сын предыдущего[3];
  - Наследник титула: достопочтенный Аласдер Гарри Нейтан (род. 1999), единственный сын предыдущего[4].